# Sphenomorphus cherriei
Sphenomorphus cherriei este o specie de șopârle din genul Sphenomorphus, familia Scincidae, descrisă de Cope 1893.

## Subspecii
Această specie cuprinde următoarele subspecii:
- S. c. cherriei
- S. c. ixbaac
- S. c. stuarti